# 척 베리
찰스 에드워드 앤더슨 베리(영어: Charles Edward Anderson Berry, 1926년 10월 18일 ~ 2017년 3월 18일)는 미국의 가수, 기타리스트, 작곡가, 작사가이다. 로큰롤의 선구자로서 "로큰롤의 아버지"로 별칭된다. 리듬 앤 블루스를 세련화·발전시켰으며 이것을 반영한 〈Maybellene〉, 〈Roll Over Beethoven〉, 〈Rock and Roll Music〉, 〈Johnny B. Goode〉 따위 노래를 통해 로큰롤만의 차별되는 특징을 만들어냈다. 작사에 있어서는 청소년의 삶과 소비에 주목했으며, 음악에 있어서는 기타 솔로, 쇼맨십 따위를 개발하여 훗날의 록 음악에 큰 영향을 미쳤다.
세인트루이스의 중산층 흑인가정 출신. 어린 시절부터 음악에 대한 흥미를 키웠고 섬너 고등학교 때 처음 대중 앞에서 공연을 펼쳤다. 고등학생 시절 무장강도를 벌여 소년원에 들어갔으며 이곳에서 44년부터 47년간 지냈다. 출원 후 결혼하여 자동차 조립공장에서 일했다. 1953년 초 블루스 음악인 T본 워커의 기타 리프 및 쇼맨십 테크닉에 영향을 받아 조니 존슨 트리오를 결성, 활동했다. 1955년 5월 시카고 여행 당시 만난 머디 워터스가 체스 레코드의 레너드 체스와 계약을 맺도록 주선해준 것을 계기로 성공의 첫발짝을 뗀다. 체스에서 베리는 컨트리 노래 〈Ida Red〉를 개작하여 만든 〈Maybellene〉을 취입하였으며, 이것이 빌보드 리듬 앤 블루스 차트 1위를 달성, 백만 장 넘게 팔렸다.
1950년 후반에 들면서 베리는 이미 히트 레코드를 여럿 발표하고 영화 출연도 했을 뿐더러 벌이 좋은 투어를 도는 자리잡은 스타였다. 이 무렵 세인트루이스의 베리스 클럽 밴드스탠드라는 나이트클럽을 경영했다. 그러나 성교를 목적으로 14세 소녀를 차에 태우고 주경계를 넘으려다 체포, 1962년 1월 맨법 하에서 유죄 판결을 받았다. 1963년 출소 후 〈No Particular Place to Go〉, 〈You Never Can Tell〉, 〈Nadine〉 등 큰 성공을 이룬 곡을 발표하였으나, 50년대와 같은 성공을 이루거나 임팩트를 주지는 못했다. 1970년대에 들어 한물간 연예인에 대한 수요를 타고 현지의 밴드를 동원한 공연을 벌였는데 그 질은 일관되지 않았다. 1972년, 베리 자신의 버전으로 〈My Ding-a-Ling〉를 취입, 이것이 차트 1위를 달성했다. 1979년, 현금으로 보수를 지급받는 것을 고집한 것이 화근이 되어 탈세죄로 4개월의 징역형과 사회봉사형을 받았다.
1986년 로큰롤 명예의 전당이 출범할 때 초대 멤버로 선택되었으며 "비단 로큰롤 사운드 뿐만 아니라 로큰롤의 외형에까지 그 기초를 다져 놓았다"는 것이 표창의 이유였다. 《롤링 스톤》지의 수많은 "역대 최고의" 리스트에 선택되었으며, 2004년과 11년에 선록된 역대 최고의 아티스트 100인에서 5위였으며 23년 역대 최고의 기타리스트에서는 2위였다. 로큰롤 명예의 전당 로큰롤을 이룩한 500개 노래에 베리의 〈Johnny B. Goode〉, 〈Maybellene〉, 〈Rock and Roll Music〉 세 곡이 포함되어 있다. 보이저 금반에 수록된 베리의 〈Johnny B. Goode〉은 당 음반의 유일한 로큰롤이다.

## 어린 시절

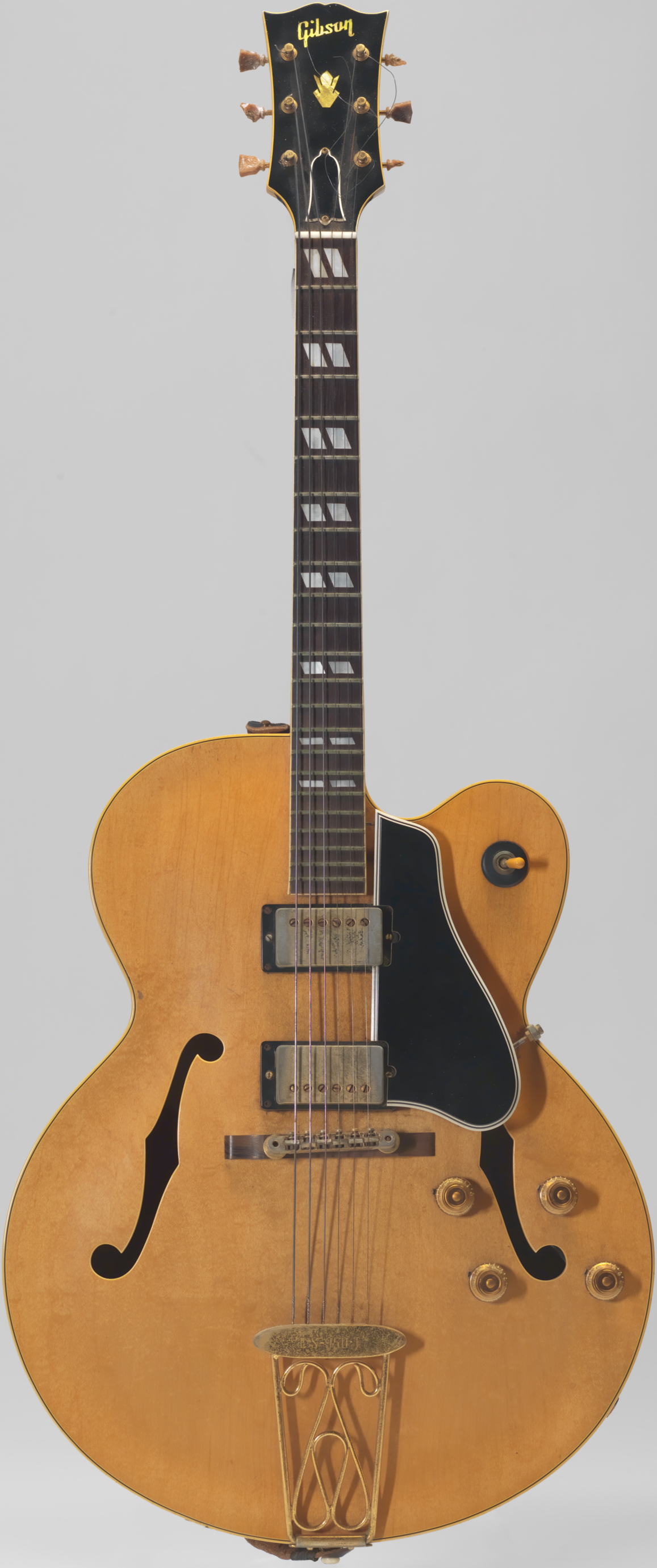
척 베리의 깁슨 ES-350T. 통칭 메이블린.

세인트루이스 출신. 베리는 가족 안에서 막내였다. 북세인트루이스 근교의 더 빌에서 성장했으며 이곳은 중산층이 주로 살던 지역이었다. 이곳에서 부친 헨리 윌리엄 베리는 침례교 교회의 부제 겸 계약자였으며, 모친 마사 벨은 공인된 공립학교 교장이었다. 가정 내의 훈육에 따라 베리는 음악에 대한 관심을 자연스럽게 키우게 되었다. 1941년 섬너 고등학교 재학중 처음으로 대중 앞에 나서 공연을 선보였다. 1944년 미주리주 캔자스시티에서 친구들과 무장하여 상점 세 개소를 털고 총을 들이대며 차를 훔치다 체포되었다. 베리 자신이 자서전에서 밝힌 바로는 자신이 타던 차가 고장이 나서 지나가던 차를 세우고 총으로 훔쳤으나, 총은 원래 작동하지 않는 것이었다. 이후 유죄 판결을 받고 미주리주 제퍼슨시티 근교 알고아의 청년 대상 중급소년원에 보내졌다. 이곳에서 사중합창단을 결성, 활동하고 때로 복싱도 했다. 합창단의 노래 솜씨는 썩 뛰어나서 소년원 밖에서 그것을 피로하는 것이 허락될 정도였다. 베리가 소년원을 나간 것은 1947년 정확히 그의 생일날이었다.
1948년 10월 28일 테메타 서그스와 결혼, 1950년 10월 3일 딸 잉그리드 베리가 출생했다. 베리는 세인트루이스에서 다양한 일을 전전하며 가계를 지탱하고자 했으며 한때는 두 곳의 자동차 조립공장에서 공장 일꾼으로 또 한때는 가족이 살던 아파트의 관리인으로 일했다. 이후 애니 턴보 말론이 설립한 포로 미용대학에서 미용사 훈련을 받았다. 1950년 사정이 꽤나 나아져 위티어가에 위치한 "욕조 딸린 세 칸짜리 벽돌조 코티지(cottage)"를 구입할 수 있을 정도가 되었다. 이 집은 현재 척 베리 하우스로서 국립사적지목록에 등재되어 있다.
1950년대 초 베리는 세인트루이스의 클럽 여러 곳에서 현지 밴드와 어울리며 추가적인 수입을 꾀했다. 베리의 연주는 어릴 적부터 블루스에 기반을 두고 있었으며 기타 리프와 쇼맨십 테크닉에 있어서는 블루스 음악인 T본 워커의 그것을 빌렸다. 아울러 친구 이라 해리스에게서 기타 교육을 받았으며 이것이 벨리의 기타 주법의 토대가 되었다.
1953년 초 베리는 조니 존슨스 트리오(Johnnie Johnson's trio)에서 활동했으며 피아니스트 조니 존슨과는 이후로도 오랫동안 협력이 이루어졌다. 이 밴드는 블루스와 발라드, 컨트리를 공연했다. 베리는 이렇게 말한다. "나는 호기심이 동하여 우리가 연주하던 컨트리 곡들을 대부분 흑인이던 우리 관중에게 피로해 보았는데 몇몇 흑인 관객께서 "코스모(클럽 이름)의 저 흑인 힐빌리(남부 촌뜨기)놈은 대체 뭐야?" 하고 중얼거리는 것이 들렸다. 웃음소리가 몇 번 흘렀지만 이내 그치고, 그 힐빌리 노래를 신청하더니 그것에 맞추어 즐겁게 춤췄더랬다."
1954년 그룹 조 알렉산더 & 더 쿠반스와 더불어 〈I Hope These Words Will Find You Well〉 및 〈Oh, Maria!〉를 취입, 이 노래들은 발라드 레이블을 통해 싱글 발표되었다.
컨트리와 R&B를 한데 버무린 데다 냇 킹 콜의 창법에 머디 워터스의 연주를 더한 베리의 쇼맨십은 부유한 백인층 상대로 큰 인기를 끌었다.

## 체스 레코드와 계약하다

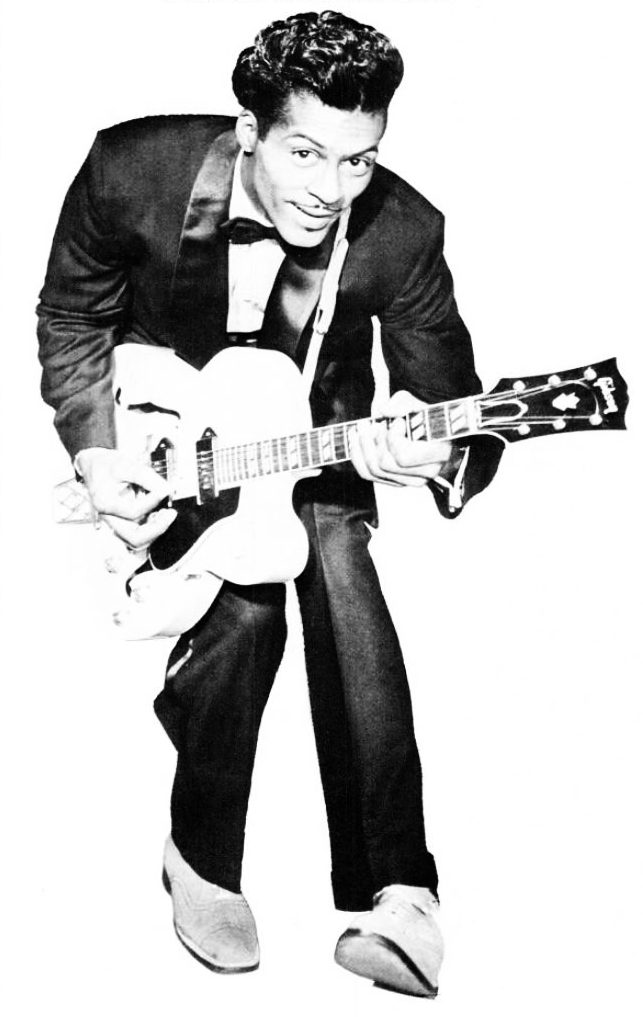
1958년 홍보 사진에서의 베리

1955년 5월, 시카고로 여행을 간 베리는 그곳에서 머디 워터스를 만나게 되고, 워터스는 그를 체스 레코드의 레너드 체스와 연결시켜 준다. 베리는 자신의 블루스 음악이 체스에 인상을 남길 수 있을 것이라고 생각했지만, 예상과는 다르게 이전에 녹음한 밥 윌스의 고전 컨트리 곡 〈Ida Red〉가 체스의 이목을 끌었다. 리듬 앤 블루스 시장이 쇠퇴하는 것을 목격한 체스는 이것을 극복하고 싶어했고, 어쩌면 베리가 이를 가능케 할 수 있을 것이라고 생각했다. 1955년 5월 21일 베리는 〈Ida Red〉를 고쳐 쓴 곡을 〈Maybellene〉라는 이름 아래 녹음했다. 조니 존슨이 피아노, 제로미 그린(보 디들리 밴드 출신)이 마라카스, 재스퍼 토마스가 드럼, 윌리 딕슨이 베이스를 연주했다. 〈Maybellene〉는 백만 장이 넘게 팔렸고, 《빌보드》지 리듬 앤 블루스 차트 정상에 올랐으며 1955년 9월 10일 베스트 셀러 인 스토어 차트에서 5위에 오르는 기염을 토했다. 베리는 "그건 아프로 아메리카 음악이 메인스트임 팝으로 넘치고 있던 적절한 시기에 출시되었어요."라고 회고했다.
1956년 7월 말 그의 곡 〈Roll Over Beethoven〉이 《빌보드》 탑 100 차트에서 29위까지 올랐고, 베리는 자신이 "56년대 최고의 활동" 중 하나라고 부른 투어를 떠난다. 그와 칼 퍼킨스는 친구가 되었다. 퍼킨스는 이렇게 회고했다. "제가 처음 척을 들었을 때 컨트리 음악에 영향을 받은 게 분명하다고 생각했어요. 전 그의 작곡 솜씨를 존경합니다. 그의 음반은 굉장히, 굉장히 훌륭해요." 그들이 투어를 떠났을 때, 퍼킨스는 베리가 컨트리 뿐 아닌 다른 여러 음악도 꿰고 있다는 것을 알게 된다. 지미 로저스는 그가 좋아한 음악인 중 하나였다. 퍼킨스는 "척은 블루 요들에 대해서는 줄줄이 꿰고 있었고, 대부분은 빌 먼로의 곡이었어요."라며 기억을 떠올렸고, "그는 자신이 얼마나 가난하고 거친 가정에서 자랐는지 털어놓았죠. 그는 힘든 삶을 살았어요. 그는 좋은 사람입니다. 그를 정말 사랑해요."라고 얘기했다.
1957년 말 베리는 앨런 프리드가 기획한 "Biggest Show of Stars for 1957"의 한 자리를 차지하게 된다. 이 투어에는 에벌리 브라더스와 버디 홀리 등이 동행했다. ABC의 《가이 미첼 쇼》에서도 게스트로 등장, 히트곡 〈Rock 'n' Roll Music〉을 불렀다. 그의 히트는 1957년에서 1959년까지 계속되었고, 이 시기 24개가 넘는 곡을 차트에 진입시키는데 성공한다. 미국 차트 10위권에는 〈School Days〉, 〈Rock and Roll Music〉, 〈Sweet Little Sixteen〉, 〈Johnny B. Goode〉 등이 올랐다. 이밖에도 두 편의 초기 로큰롤 영화에 출연한 그는 《록, 록, 록》에서 〈You Can't Catch Me〉를 공연했고, 《고, 자니, 고!》에서 본인으로 출연하여 〈Johnny B. Goode〉, 〈Memphis, Tennessee〉, 〈Little Queenie〉를 불렀다. 1958년 뉴포트 재즈 페스티벌에서 〈Sweet Little Sixteen〉을 공연하는 모습이 촬영되어 영화 《재즈 온 어 서머즈 데이》로 제작되었다.
1950년대 말의 베리는 히트 레코드 여럿을 배출하고 영화 출연과 성공적인 투어 활동을 통해 세간의 이목을 한 몸에 받는 대스타로서의 입지를 굳혔다. 그는 인종 제약이 없는 세인트 루이스 나이트 클럽인 베리스 클럽 밴드스탠드(Berry's Club Bandstand)를 개장했고 자신의 진짜 사유지에 투자를 하기도 했다. 하지만 1959년 12월, 그는 14세 아파치 족 웨이트리스 재니스 에스칼란테를 자신의 클럽에서 휴대품 보관소 여직원으로 채용하기 위해 함께 주 경계를 넘어가려던 중 성관계를 맺었다는 혐의로 맨법에 의해 체포되었다. 1960년 3월의 2주 동안 재판에 불림을 받은 그는 결국 유죄를 선고받아 5년의 감옥살이를 하게 된 것은 물론 5,000달러의 벌금이 매겨졌다. 그는 재판관의 발언이 인종차별적이었으며 배심원단이 자신에게 편견을 가지고 있었다고 항소했다. 이 주장은 받아들여졌으며 이심은 1961년 5월과 6월에 있었다. 그러나 유죄를 면하지 못하여 3년의 징역형이 내려졌다. 또다시 항소를 했지만 받아들여지지 않아 베리는 1962년 2월에서 1963년 10월까지 감옥에서 지내게 된다. 그는 재판 시기에도 녹음과 공연을 이어나갔지만, 그의 인기는 서서히 하락세로 돌아섰다. 수감되기 전에 마지막으로 발표한 싱글은 〈Come On〉이었다.

## 머큐리로 이적하다
1963년 감옥에서 출소한 베리는 당시 비틀즈와 롤링 스톤스를 필두로 한 브리티시 인베이전 밴드가 자신의 곡에 흥미를 가지고 커버판을 다수 발표하였기 때문에 손쉽게 녹음과 공연 활동을 재개할 수 있었다. 이외에도 많은 밴드가 자신의 곡을 고쳐 쓰고는 했는데, 대표적으로 그의 곡 〈Sweet Little Sixteen〉에서 멜로디를 따온 비치 보이스의 1963년 히트곡 〈Surfin' U.S.A〉가 있다. 1964년에서 1965년까지 베리는 8개의 싱글을 발표했다. 이 중 셋은 상업적으로 성공하여 빌보드 탑 20위까지 진입했다. 여기에 해당하는 곡이 〈No Particular Place to Go〉(〈School Days〉를 우스꽝스럽게 고쳐 쓴 것으로 차의 안전 벨트를 소개하고 있다), 〈You Never Can Tell〉, 록적인 〈Nadine〉이다. 1966년과 1969년 사이 베리는 머큐리를 통해 다섯 개의 음반을 발표한다. 여기에는 스티브 밀러 밴드가 연주를 맡아준 자신의 첫 라이브 음반 《Live at Fillmore Auditorium》도 있다.
스튜디오 작업은 이 시기 성공적이지 못하였으나 베리는 여전히 성공적인 투어 성적을 거두었다. 1964년 5월의 영국 투어에서는 좋은 성과를 거두었지만, 1965년 1월 그가 돌아왔을 때 감옥 생활의 불의에 영향을 받았으리라 추측되는 그의 행실은 변덕스러웠고, 그의 투어 스타일은 리허설이 안된 동네 밴드 사용이 함께하였으며, 엄격한 비영리 계약은 그가 딱딱하고 따분한 공연자라는 평판을 쌓게 했다. 그는 이외에도 섀퍼 뮤직 페스티벌, 1969년 7월 뉴욕 시 센트럴 파크, 10월 토론토 로큰롤 리바이벌 페스티벌 등의 북미의 대형 행사에 참여했다.

## 체스로 복귀하다
베리는 하위문화에 숨을 불어넣었다 ... 대학 콘서트에서 독실한 신자들을 노하게 할 4학년 아이의 남근 개그 〈My Ding-a-Ling〉 조차도, 전파를 타면서 12세 젊은이들에게 사멸하는 "더러움" 콘셉트라는 새로운 시각을 열어줬다 ...

베리는 1970년에서 1973년 사이 체스를 통해 음반을 발표하게 된다. 1970년 음반 《Back Home》에는 히트한 싱글이 존재하지 않았지만, 1972년 체스가 발표한 라이브 음원 〈My Ding-a-Ling〉이 그의 첫 넘버 원 싱글이 되었다. 이 노래는 이미 그가 〈My Tambourine〉를 다르게 녹음하여 자신의 LP 《From St. Louie to Frisco》에 담은 바 있었다. 〈Reelin' and Rockin'〉의 라이브 음원이 그에 뒤이어 이듬해 발표되었고, 미영 차트 모두에서 40위권 내에 진입한다. 이 두 싱글 모두 라이브 및 정규 음반 《The London Chuck Berry Sessions》에 수록되었다. 보위의 두 번째 체스 복귀는 1975년 음반 《Chuck Berry》로 마침표를 그었다. 이 뒤로 그는 1979년 애트코 레코드를 통해 발표, 38년간 그의 마지막 정규 음반이 된 《Rock It》 이전까지 정규 음반을 발표하지 않았다.
1970년대의 베리는 그의 초기 성공이 뒷받침되어 투어를 성사시켰다. 그는 수년간 깁슨 기타를 짊어지고 어디로 가든 밴드가 자신의 음악을 알고 있을 것이라고 확신하면서 이들을 고용하며 먼 길을 떠났다. 올뮤직은 이 시기 그의 "라이브 공연은 계속해서 불규칙해졌다 ... 끔찍한 백업 밴드와 협연하여 설렁하며, 가락 안 맞는 공연을 보여줬다."면서 그의 명성에 먹칠을 했다고 평론했다. 1972년 3월에는 쉐퍼드 부시에 위치한 BBC 텔레비전 시어터에서, 밴드 라킹 호스(Rocking Horse)가 백업한 60일의 투어 중 일부인 《척 베리 인 콘서트》를 위해 영화를 찍는다. 1970년대 그와 함께한 수많은 백업 뮤지션 중에서는 막 음악을 시작한 브루스 스프링스틴과 스티브 밀러가 있었다. 스프링스틴은 다큐멘터리 영화 《헤일! 헤일! 로큰롤》에서 베리가 밴드에게 세트 리스트를 주지 않았으며, 그는 자신의 기타 인트로를 듣고 그들이 알아서 자신에게 따라올 것이라 기대했다고 말했다. 베리는 공연 이후 밴드에게 고맙다는 인사 하나 없었다. 그렇지만, 스프링스틴은 그가 1995년에 로큰롤 명예의 전당 콘서트를 할 때 베리의 백업을 다시금 맡아주었다. 지미 카터의 요청에 의해 베리는 1979년 6월 1일 백악관에서 공연하기도 했다.
1970년 당시 그의 투어 스타일은 구식이 되어 있었고(현지 기획자에게서 현금으로 지불받곤 했다), 국세청에서는 베리가 소득세 납부를 회피하고 있다며 고발했다. 베리는 탈세 혐의로 유제를 선고받아 네 달 동안 철창신세를 졌고, 1979년 자선 공연을 통해 1,000시간의 사회봉사를 완수한다.

## 이어지는 투어 활동

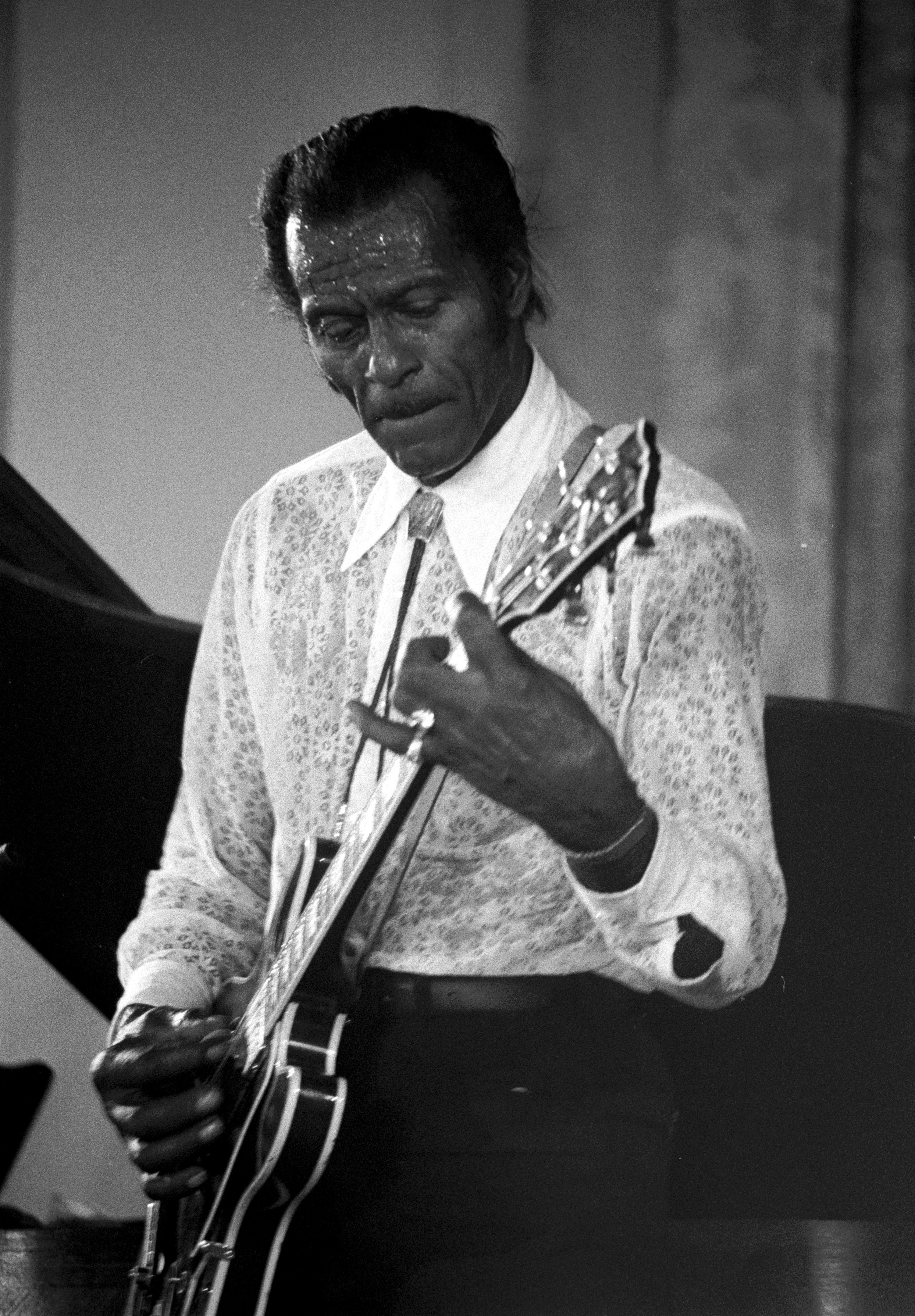
1987년 7월 13일 프랑스에서 공연하는 베리

1980년대 베리는 한 해에 70번에서 100번까지 계속해서 공연 활동을 했다. 여전히 솔로로 순회 공연을 돌았고, 매번 가는 길마다 동네 밴드와 협연을 하곤 했다. 1986년, 테일러 핵퍼드는 베리의 60번째 생일을 기념하여 키스 리처즈에 의해 기획된 축하 콘서트를 담은 《헤일! 헤일! 로큰롤》라는 다큐멘터리를 제작했다. 에릭 클랩튼, 에타 제임스, 줄리언 레논, 로버트 크레이, 린다 론스태트 등의 음악가가 베리와 함께 무대에 올랐다. 콘서트에서 베리는 1970년대 투어에서 그가 애용한 깁슨 ES-355과 ES-335의 럭셔리 버전을 연주했다. 리터즈는 블랙 팬더 텔레캐스터 커스텀을 연주했고, 크레이는 팬더 스트라토캐스터, 클랩튼은 베리가 초기 음반에서 사용한 것과 같은 모델을 들고 나왔다. 또한 같은 해에 자서전 《척 베리》를 발간했다.
1980년대 말 베리는 미주리주 웬프빌의 레스토랑, 더 서던 에러를 매입했다. 1990년, 여러 여성이 화장실에 비디오 카메라를 설치했다면서 그를 고소했다. 베리는 도둑으로 의심되는 직원을 감시하기 위해 이를 설치했다고 주장했다. 사건이 법정공방으로 이어지지는 않았지만 그는 쉰 아홉 여성의 집단 소송에 합의를 하기로 했다. 베리의 자서전 작가 브루스 페그는 그가 법무 관련 수수료에 120만 달러를 지출했다고 추정했다. 같은 시기 베리는 변호사로 웨인 T. 쇤베르크를 내세웠다. 보도에 의하면, 그의 자택에 급습한 경찰은 화장실을 이용하는 아동 한 명을 포함한 여성이 촬영된 비디오 테이프와 대마초 62그램을 발견했다. 약물과 아동 학대 혐의가 제기되었고, 베리는 아동 학대 혐의를 피하기 위해 대마초 소지 혐의에는 유죄를 인정했다. 그는 6개월의 집행 유예와 2년의 비감독 보호 관찰, 동네 병원에 5,000달러를 기부할 것을 선고받았다.
2000년 11월 베리는 동료 피아니스트 조니 존슨에 의해 법적 문제에 휘말린다. 조니는 베리와 자신이 〈No Particular Place to Go〉, 〈Sweet Little Sixteen〉, 〈Roll Over Beethoven〉를 비롯한 50곡을 공동 작곡했으나 크레디트에는 달랑 베리 혼자 뿐이라고 주장했다. 이 소송은 판사가 작곡한 시점에서 너무 오랜 시간이 지났다고 판결하면서 기각되었다. 2008년 베리는 스웨덴, 노르웨이, 핀란드, 영국, 네덜란드, 아일랜드, 스위스, 폴란드, 스페인 등의 유럽 각국에서 투어를 돌았다. 2008년 중반에는 메릴랜드주 볼티모어의 버진 페스티벌에서 공연했다. 2011년 새해 콘서트 도중 탈진하여 쓰러지는 상황이 발생, 도움을 받아 무대 밖으로 이송되었다. 2016년 10월 18일, 《타임》은 90회 생일을 맞아 웹사이트에 게재한 성명을 통해 38년 만에 앨범 《Chuck》을 출시할 것이라고 공언했다. 베리는 출시 시기에 대해서는 여유를 두면서 "이번 음반은 내 사랑하는 토디에게 헌정된다"고 68년 동안 해로한 테메타를 언급했다. 그리고 "내 사랑. 나도 나이가 먹어가네! 이 음반 작업을 오랫동안 해왔어요. 이제 일을 그만 둘 수 있어요!"라고 덧붙였다.

## 사망
3월 18일, 현지 경찰은 그가 미주리 주 자택에서 오후 12시 40분께 위독한 상태로 발견, 응급구조대가 응급처지를 했으나 오후 1시 26분에 사망했다고 전했다. 유족은 "가족을 잃어 대단히 슬프다"며 "사생활을 보호해 줄 것을 요청한다"고 밝혔다. 잭슨스는 "고인은 블루스와 스윙을 접목해 초기 로큰롤의 기적을 일궜다. 음악에서 그는 가장 긴 그림자를 드리운 인물 중 한 명이다. 척 고마워요"라고 애도했다. 휴이 루이스는 "아마도 모든 로큰롤을 통틀어 가장 중요한 인물"이라고 고인을 돌아본 뒤 "그의 음악과 영향력은 영원히 지속될 것"이라고 말했다. 링고 스타는 생전 고인의 가사 하나를 인용해 트위터에 올렸다. 'Just let me hear some of that rock ‘n’ roll music any old way you use it' 스티븐 킹은 "척 베리가 죽었다. 마음은 아프지만 그러나 그가 살아온 90년은 로큰롤에 결코 나쁘지 않았다. 자니 B 굿이여 영원하라"고 트위터에 적었다.

## 수상 내역

### 수상
- 1984년 그래미 평생공로상(Grammy Lifetime Achievement Award)
- 2000년 존 F. 케네디 센터 주관 공연예술 평생공로상(Kennedy Center Honors)
- 2014년 폴라음악상[72]

### 명예의 전당 헌액
- 1985년 블루스 명예의 전당
- 1985년 작곡가 명예의 전당
- 1986년 로큰롤 명예의 전당

## 음반 목록
- After School Session (1957)
- One Dozen Berrys (1958)
- Chuck Berry Is on Top (1959)
- Rockin' at the Hops (1960)
- New Juke Box Hits (1961)
- Two Great Guitars (with 보 디들리) (1964)
- St. Louis to Liverpool (1964)
- Chuck Berry in London (1965)
- Fresh Berry's (1965)
- Chuck Berry's Golden Hits (1967)
- Chuck Berry in Memphis (1967)
- From St. Louie to Frisco (1968)
- Concerto in "B Goode" (1969)
- Back Home (1970)
- San Francisco Dues (1971)
- The London Chuck Berry Sessions (1972) (Side 1)
- Bio (1973)
- Chuck Berry (1975)
- Rockit (1979)
- Chuck (2017)